# Adam Struensee
Adam Struensee (8. september 1708 i Neuruppin – 20. juni 1791 i Rendsborg) var generalsuperintendent (biskop) for hertugdømmerne og far til bl.a. den kongelige danske livlæge Johann Friedrich Struensee.

## Uddannelse og tid i Halle
Faderen Lorentz Struensee var dugmagermester i Neuruppin i Brandenborg og moderen hed Elisabeth Thomschläger. Han blev gift 1732 i Bad Berleburg med Maria Dorothea Carl, eneste datter af den grevelige livlæge i Berleburg og senere danske justitsråd Johann Samuel Carl.
Adam Struensee kom 1727 til det pietistiske Halle og fortsatte året efter studeringerne i Jena, hvor han 1729 blev huslærer hos den berømte teolog Johann Franz Buddeus og stiftede personligt bekendtskab med Nikolaus Ludwig von Zinzendorf. 1730 blev han hofpræst i Berleburg, et samlingssted for alle hånde religiøse sværmere, hvad der ikke blev uden indflydelse på hans åndsretning ved at gøre ham tolerant lige over for tidens religiøse strømninger. Fra 1732 var han i 25 år præst ved forskellige menigheder i Halle og forbandt fra 1747 med præsteembedet et teologisk professorat ved Halles universitet.
Han holdt forelæsninger over eksegese og moral, hvilke senere blev trykt

.
Som prædikant vandt han stor anseelse.

## I dansk tjeneste
Imidlertid udnævntes han 1757 af den danske konge til provst i Altona og blev tillige konsistorialråd og medlem af overkonsistoriet i Glückstadt.
Universitetet i Halle meddelte ham ved hans afsked derfra den teologiske doktorgrad honoris causa .
I Altona blev han dog kun 2 år, da han ved grev J.H.E. Bernstorffs indflydelse blev generalsuperintendent i Slesvig og Holsten og flyttede til Rendsborg.
Adam Struensee var en flittig visitator, men optrådte med stor myndighed og var ikke lidet fordringsfuld i sin optræden, hvorfor præsterne kaldte ham deres "tordenvejr". I hans embedstid indførtes Johan Andreas Cramers katekismus og salmebog i hertugdømmerne. Lige over for de friheder, der tilstodes herrnhuterkolonien i Christiansfeld, nærede han store betænkeligheder.
Skolevæsenet lå ham ganske særlig på sinde, men det voldte ham også megen sorg. Han anstrengte sig forgæves for at komme det danske folkesprog til livs og var i al sin færd og idræt en nidkær tyskhedens apostel. Selv lærte han aldrig at tale ordentlig dansk. Det stemte ikke ganske med hans eget væsen, når han idelig opfordrede andre til ydmyghed; han kunne ved sådan lejlighed da også til advarsel med salvelse fremdrage sin ulykkelige søns, statsministerens, eksempel. I øvrigt bør det fremhæves, at enhver opfordring til ham om privat at anbefale en sag til regeringen, medens sønnen sad ved roret, afviste han med bestemthed. Men opfyldt af bekymring tilskrev han denne søn endnu ved nytår 1772 et meget vemodsfuldt, advarende brev, men mødte kun kold afvisning. Hans prædiken fra 1735 , var 1771 optrykt på ny så vel på tysk som i dansk oversættelse.
Da det fra København tilskreves ham, at sønnerne vare arresterede, svarede han med et kort og høfligt brev, der endte med citatet: "Og Aron tav".
I fængslet modtog den fordums minister breve fra forældrene med formaninger til omvendelse og efterlod også et afskedsbrev til dem. Den dag sønnen blev henrettet, sad Adam Struensees hustru stille hen og græd; men ved det klokkeslæt, man antog eksekutionen fandt sted, tog Adam Struensee huen af, foldede sine hænder og sagde: "Mutter, jetzt hat unser unglücklicher sohn überwunden".
I 1780 fejredes hans 50 års embedsjubilæum med stor højtidelighed i Rendsborg.

## Børn
- Sophie Elisabeth Struensee (1733-1768), gift med fætteren Samuel Struensee
- Carl August Struensee von Carlsbach (1735-1804), preussisk finansminister, adlet 1789
- Johann Friedrich Struensee (1737-1772), kongelig dansk livlæge, lagt på hjul og stejle for magtmisbrug
- Maria Dorothea Struensee (1744-1820), gift med Wilhelm Alexander Schwollmann, provst i Slesvig
- Gotthilf Christian Struensee (1746-1808), bankdirektør i Elbląg (Elbing)